# Randschrift

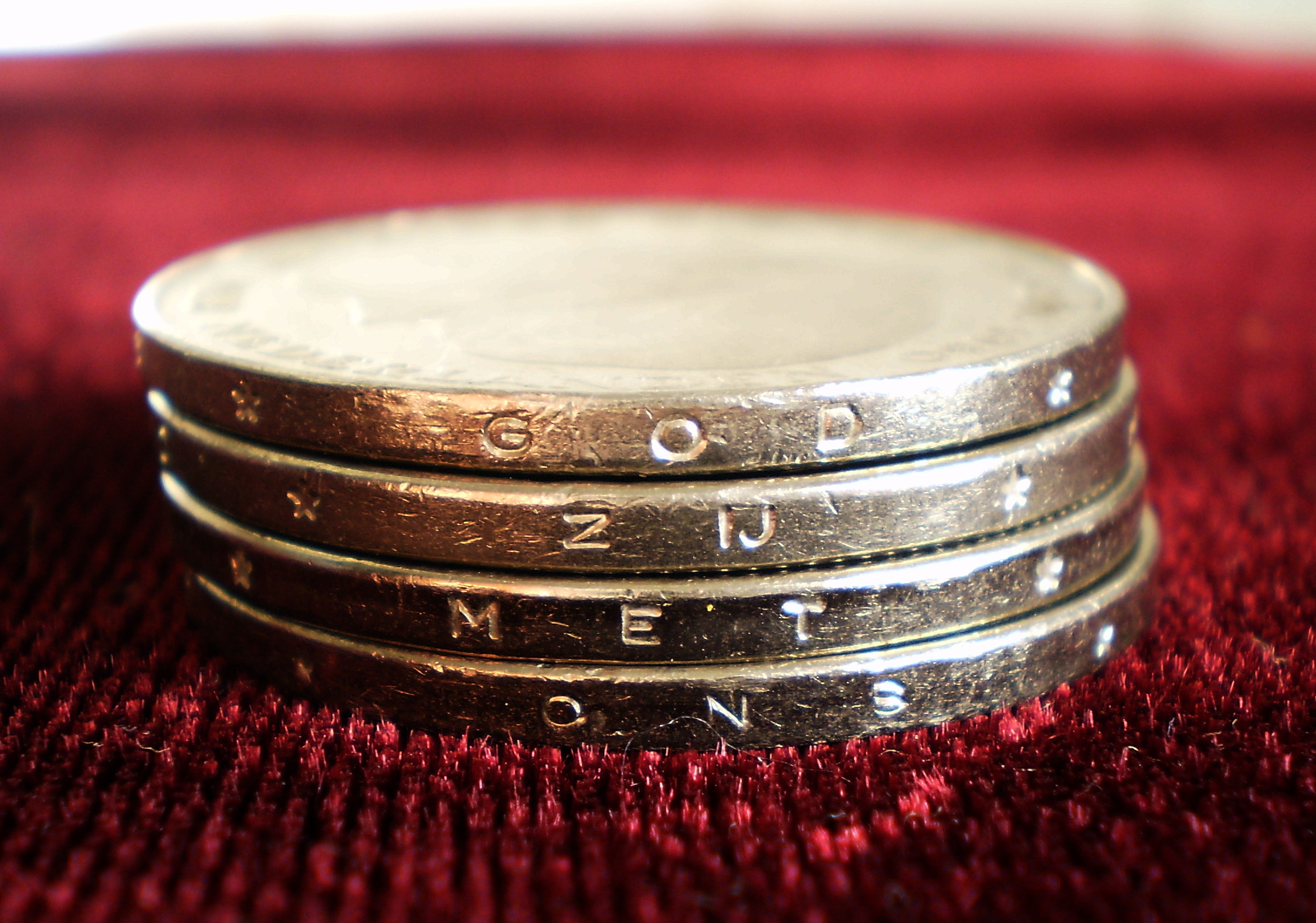
Rijksdaalders met het randschrift God zij met ons

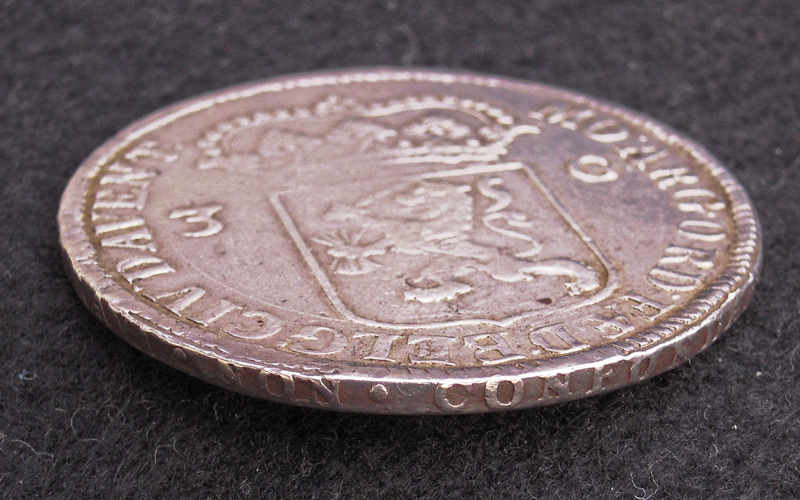
Zilveren drieguldenstuk van de stad Deventer uit 1698 met opliggend randschrift dat luidt: In te domine speravi non confundar in æternum "Op U, o Heer, betrouw ik, laat mij niet te schande worden".

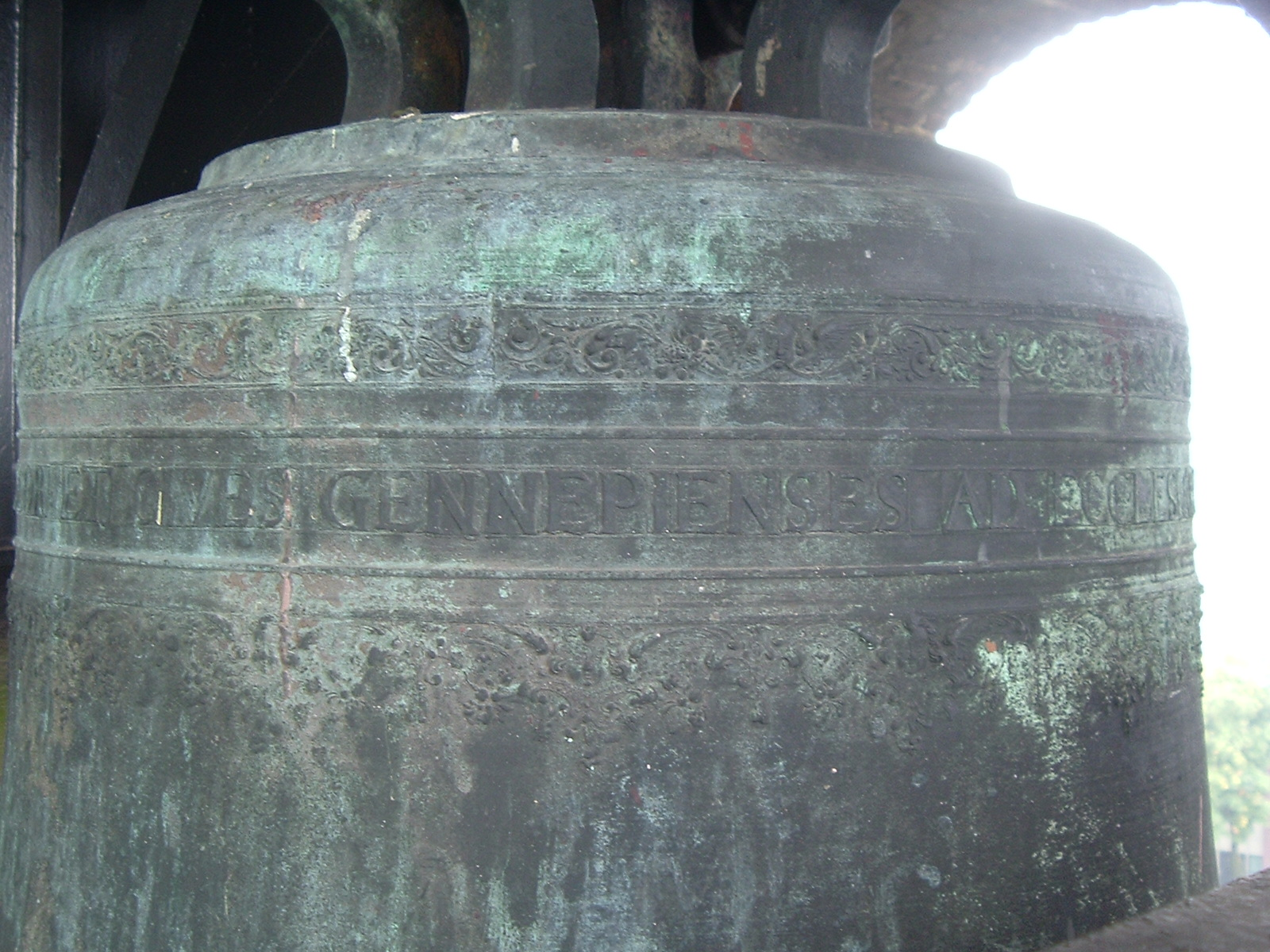
Randschrift op een kerkklok: Martinus vocor et cives Gennapienses ad ecclesiam S. Martini tempore suo voco, dat vertaald kan worden als: Martinus word ik genoemd en ik roep de Gennepenaren op zijn tijd naar de kerk van Sint-Martinus

Het randschrift (in de numismatiek ook kantschrift of omschrift genoemd) is een tekst op de rand van een munt. Bij munten uit dure metalen dient een randschrift om het zogenaamde snoeien tegen te gaan.
Randschriften kunnen verdiept worden aangebracht (zoals in de guldens en rijksdaalders van het Koninkrijk en in de 2 euromunt) of opliggend. Verdiepte randschriften zijn de meer algemene variant. Opliggende randschriften zijn zeldzamer, complexer in productie en fraudebestendiger doordat ze voelbaar zijn.
De eerste munt met een randschrift werd in Engeland geslagen: de z.g. Cromwellcrown van 1658. Het randschrift luidde: Has nisi peritvrvs mihi adimat nemo, vertaald: “Wee hij die mij snoeit”. De eerste Nederlandse munten met een randschrift waren zilveren rijders geslagen in Amsterdam in 1672 en 1673. Munten met een randschrift uit de provinciale tijd zijn uiterst zeldzaam. 
Sprekend is de tekst op de rand van een aantal Engelse en Britse munten DECVS ET TVTAMEN – versiering en veiligheid (waarborg). Op het Nederlandse 1 guldenstuk, de rijksdaalder, het vijfje, het zilveren tientje en het zilveren vijftigje en tegenwoordig het Nederlandse 2 eurostuk staat de spreuk God zij met ons.
Ook klokken kunnen een randschrift hebben; hierin staat dan een toepasselijke spreuk of de naam van de maker.